# Dídac Monjo i Carreras
Dídac Monjo i Carreras (Maó, 1924 - Barcelona, 1 de maig de 1999) fou un tenor i director escènic menorquí, vinculat al Gran Teatre del Liceu durant la major part de la seva carrera.
Amb només sis anys va ingressar a la capella de música de Sant Agustí, de Maó. El 1945 es trasllada a Barcelona, on va ingressar al cor del Gran Teatre del Liceu fins al 1948 que comença a fer papers secundaris amb el nom artístic de Diego Monjo. El 1953 va actuar en l'estrena de Canigó, d'Antoni Massana. A la dècada del 1950, va formar part de la companyia de Maria Espinalt amb la que enregistrà una bona quantitat de sarsueles.
A partir dels anys seixanta, i durant una llarga etapa, especialment quan va ser empresari del teatre Joan Antoni Pàmias, Monjo va tenir la responsabilitat de coordinar i supervisar la tasca dels directors d'escena en les produccions que es presentaven al Liceu, i va ser el responsable de la direcció escènica de diverses de les obres. Va arribar a dirigir fins a 38 produccions. La primera va ser una producció de La bohème de Puccini, programada el 1955, i l'última va ser una Aida de Verdi, el 1987. A part del Liceu, Monjo va dirigir també produccions operístiques en diverses altres ciutats com Madrid, Bilbao, València, Saragossa, Santa Cruz de Tenerife, Sabadell i Maó. La seva feina va ser distingida amb diversos premis, incloent-hi la medalla d'or del Liceu, que li va ser concedida el 1980.
Dídac Monjo, també va ser productor i responsable de la coordinació de les quatre òperes presentades al festival de música de Peralada l'any 1988. Els darrers anys de la seva vida presidí l'Associació d'Amics de s'Òpera de Maó i va participar molt activament en les temporades d’òpera del teatre Principal de Maó.